# Frans Theodoor Dijckmeester
Frans Theodoor Dijckmeester (Haarlem, 23 juni 1917 – Amersfoort, 18 februari 2003) was een Nederlands burgemeester en verzetsstrijder tijdens de Tweede Wereldoorlog. Hij werd samen met agent Robbie Mooiweer door het Bureau Inlichtingen (BI) geparachuteerd, in de nacht van 5 op 6 juni 1944, in de omgeving van Waardenburg. Dijckmeester had een regeringsopdracht om het Nederlands verzet te coördineren.

## Studie en dienst
Dijckmeester ging in vervroegde dienst bij het wapen der Cavalerie. Daarna kon hij niet samen met zijn mede-officieren worden beëdigd, omdat hij nog geen 18 jaar was. Enkele maanden later werd hij op de Leusderheide alsnog beëdigd.
Hij was in 1941 abactis van het Utrechtse studentencorps. In juni werd een lustrum gevierd dat twee weken duurde en eindigde met het zingen van het Wilhelmus. Kort na deze lustrumviering moest hij als abactis van de senaat op 11 juli 1941 de kennisgeving rondsturen, dat de vereniging was opgeheven. De UVSV bleef wel bestaan.

## Verzet
Dijckmeester verleende vanaf 1941 aan de Ordedienst (OD) zijn medewerking. In de loop van 1943 besloot hij als gevolg van de talloze arrestaties dat het geen zin meer had om op de weinig effectieve wijze bij de OD door te gaan. Het leek hem zinvoller om naar Londen te vertrekken om aldaar met vertegenwoordigers van het Ministerie van Oorlog over een beter gerichte oorlogsvoering te spreken.

## De reis naar Engeland
Via Brussel, waar hij een vals persoonsbewijs op naam van een Fransman kreeg, reisde Dijckmeester met de trein naar Parijs. Bij vrienden ontmoette hij nog vijf Engelandvaarders en zij besloten samen verder te reizen.

Ze kwamen aan in Tarbes, werden bij een groep gevoegd, en liepen onder de leiding van een Baskische passeur in drie dagen en nachten vanuit Mauléon-Licharre door de Pyreneeën naar Spanje. Hier werden ze aangehouden door de Spaanse Guardia Civil. Ze werden gevangengezet in Pamplona en naar concentratiekamp Miranda de Ebro in de provincie Burgos overgebracht.
Dijckmeester deed zich nog steeds voor als Fransman, die bang was om in Noord-Afrika te moeten vechten. Na zijn vrijlating reisde hij per trein via Madrid naar het Portugese havenplaatsje Vila Real de Santo António aan de Golf van Cádiz in de Algarve. Hij scheepte zich in op een als vrachtschip gecamoufleerd Brits marineschip dat via Gibraltar in een konvooi via de kust van Noord-Afrika naar Liverpool voer, waar Dijckmeester in februari 1944 arriveerde.

## In Engeland
In Londen werd Dijckmeester eerst uitgebreid verhoord in de Patriotic School. Daar werd ook beslist dat hij opgeleid zou worden tot agent en radiotelegrafist van het Bureau Inlichtingen (BI). Het BI werkte nauw samen met de Britse Secret Intelligence Service (SIS). Op 5 juni werd hij uit zijn klasje elektrisch seinen gehaald omdat hij een agent moest vervangen die ziek was. Hij moest eerst naar koningin Wilhelmina, die altijd een onderhoud had met agenten voordat zij naar Nederland gingen.

## Terug in Nederland
In de nacht van 5 op 6 juni 1944 kwamen piloten en springers bijeen. Dijckmeester werd samen met de agent Robbie Mooiweer in de omgeving van Waardenburg, boven de Betuwe geparachuteerd. Dit ging niet geheel volgens plan, want het RAF-vliegtuig werd door twee zoeklichten gevonden. De springers moesten er daarom zo snel mogelijk uit, en de piloten moesten daarna ontsnappen.
De springers wisten niet waar ze waren neergekomen en tijdens de landing van Dijckmeester was zijn leg-bag open gesprongen. Het gevolg was dat de inhoud over de grond lag verspreid. Mooiweer was in geen velden of wegen meer te bekennen. Hij was een aantal kilometers verder van het pinpoint geland, ergens in Brabant. Dijckmeester zocht hulp bij een molenaar in de omgeving om zijn materiaal te bergen. De inhoud van de leg-bag werd verborgen in de kelder onder de molen. Alleen de transformator van de Radio-Telefonie (RT) set werd niet gevonden.
De volgende ochtend wandelde Dijckmeester naar de dokter in Buurmalsen, die hem aanwijzingen gaf om veilig naar Amsterdam te gaan. Ook gaf hij Dijckmeester een oude broek, ter vervanging van zijn te nette Engelse broek.

## Opdracht
Toen bij het BI in Londen via de Groep Packard het bericht binnen kwam dat de Zendgroep Barbara was opgerold, begreep men dat de OD dringend hulp nodig had. Minister van Oorlog Jhr. ir. Otto Cornelis Adriaan van Lidth de Jeude kwam samen met majoor Jan Marginus Somer, het hoofd van het BI, met het idee om de agent Dijckmeester de plaats in te laten nemen van agent Garrelt van Borssum Buisman, de organisator van de Zendgroep Barbara, die door de Sicherheitsdienst (SD) was gearresteerd.
Koningin Wilhelmina en de leden van haar Oorlogskabinet streefden naar een goede onderlinge samenwerking tussen de OD en de Raad van Verzet (RVV). Het bevorderen van deze eenheid was gewenst om het Nederlandse volk achter de eerste naoorlogse regering en de monarchie te doen staan. Het bevorderen van deze doelstelling werd de coördinatie genoemd. Dijckmeester kreeg de opdracht om de coördinatie van het Nederlands verzet te bevorderen.
De eerste aanzet tot de coördinatie waren de zogenaamde Negentien punten van Gerbrandy. Met deze richtlijnen waren de agenten Ausems, Faber, Leus en De Bloois naar bezet Nederland gestuurd. De ontstane vertraging was gekomen doordat Ausems zijn versie van de Negentien punten had moeten verbranden. Het gevolg was dat de Nederlandse regering in Londen aan de vooravond van de invasie in Normandië nog steeds in het ongewisse verkeerde omtrent de standpunten van een gewenste Contactcommissie der illegaliteit.
Een van de achterliggende gedachten was dat Ausems zijn aandacht op de RVV zou kunnen richten en dat Dijckmeester hetzelfde zou kunnen doen met de OD. De Minister van Oorlog gaf Dijckmeester persoonlijk instructies inzake de door Koningin Wilhelmina en minister-president Gerbrandy dringend gewenste samenwerking van de grote illegale groeperingen.

## Plaats van tewerkstelling
Dijckmeester volgde zijn bestemming. Van Buurmalsen reisde hij door naar het hoofdkwartier van de OD in Amsterdam. Hij moest contact opnemen met Pieter Jacob Six en ze zouden elkaar onder een bepaalde boom in het Vondelpark ontmoeten, beiden met valse naam. Dat laatste bleek onnodig, want Dijckmeester had onder Six gediend, dus ze kenden elkaar. Daarna nam hij contact op met de agent Jan Hendrik Diesfeldt, die in Amsterdam een seinpost had ingericht. Diesfeld werkte nauw samen met Gerben Sonderman. Via Diesfeldt kon Dijckmeester aan het BI melden dat hij was aangekomen en dat hij sterk verlegen zat om een transformator. De contacten en besprekingen met Six (1894-1986), de chef staf van de OD, verliepen voorspoedig. Toch liep het allemaal anders dan Dijckmeester had kunnen vermoeden.

### Gerrit Jan van Heuven Goedhart
In Londen was Gerrit Jan van Heuven Goedhart begin juli 1944 Minister van Justitie geworden. Hij was op 14 juni 1944 uit het Kamp Vught, waar hij gevangen had gezeten, vrij gekomen en had het in Engeland doen voorkomen alsof hij up to date was geïnformeerd over de situatie van het Nederlands verzet. Als een blok gingen de leden van het Oorlogskabinet achter het beleid van de Minister van Justitie staan. Door zijn grote invloed ontstond een machtsspel tussen Van Heuven Goedhardt en het hoofd van het BI, majoor Somer. Van Heuven had weinig op met de heersende opvattingen bij de topleiding van de OD. Daarnaast zag hij het BI als de sterke arm van de OD. Het BI en Somer werden zwaar door Van Heuven onder vuur genomen. Somer liet zich door Van Heuven overdonderen. Een nieuwe beleidspolitiek werd hem van bovenaf opgelegd. Bij Van Heuven was er alles aan gelegen om de OD te passeren. Hij dwong Somer buiten medeweten van Dijckmeester om in de nacht van 5 op 6 juli 1944 ook de agent George Frans Hooijer uit te zenden. Hooijer kreeg de opdracht om een zeer Geheime Regeringsinstructie bij de Contactcommissie in Amsterdam te bezorgen en werd door Van Heuven persoonlijk geïnstrueerd.

### De Regeringsinstructie
Van Heuven Goedhart ging zich bemoeien met de coördinatie van het Nederlands verzet. Hij stelde nieuwe richtlijnen op. De Commissie Blake werd ingesteld om in bezet Nederland tot de oprichting van een College van Vertrouwensmannen te komen. Van Heuven Goedhart wilde de Contactcommissie van de illegaliteit, onder voorzitterschap van Willem Drees, snel van het nieuwe Regeringsvoornemen op de hoogte stellen. Om er zeker van te zijn dat het Regeringsvoornemen op de plaats van bestemming zou aankomen koos Van Heuven Goedhart ervoor om het document op twee manieren naar bezet Nederland te verzenden. Een regeringstelegram werd op 1 juli 1944 van het Ministerie van Justitie in Londen naar Genève overgeseind. Het bericht werd aldaar uitgetypt en op microfilm gefotografeerd om vervolgens via een koerier via de passeurslijn de Weg A uit Zwitserland bij de Contactcommissie in Amsterdam te laten bezorgen. Het document werd op 10 juli 1944 in Amsterdam afgeleverd. Voor de tweede manier werd Hooijer met een op microfilm gefotografeerd bericht, in de vorm van een Zeer Geheime Regeringsinstructie, boven bezet Nederland geparachuteerd. Hooijer kreeg de opdracht om het geheime document bij Jaap le Poole, contactpersoon van de verzetsgroep Blaauw-Rinus (B-R) en de toekomstige secretaris van het College van Vertrouwensmannen, af te leveren.

### Radiocontact verbroken
Hooijer wist niet dat zijn collega Dijckmeester met een bijna soortgelijke opdracht in Amsterdam aanwezig was. Op zijn beurt bleef Dijckmeester in de maanden juli en augustus 1944 over het bestaan van de agent Hooijer in het ongewisse. Somer diende als hoofd van het BI de richtlijnen van de nieuwe Minister van Justitie en zijn opdrachtgever te volgen. Pas nadat majoor H.G. Broekman en majoor Charles van Houten ter verdediging van het BI stelling hadden genomen tegen de Minister van Justitie, verminderde de invloed van Van Heuven Goedhart, waarna het verbroken radiocontact met Dijckmeester weer werd hersteld.
De gevolgen van het verbroken radiocontact waren duidelijk. Dijckmeester had geen transformator voor zijn RT-set uit Engeland gekregen. Het verzoek aan het BI om ter vervanging van Jan Hendrik Diesfeldt, die door de SD was gearresteerd, een radiotelegrafist/codist te sturen was niet gehonoreerd. De Zeer Geheime Regeringsinstructie van Heuven Goedhart kreeg hij pas in augustus 1944 onder ogen. Als men Dijckmeester in bezet gebied een duidelijk omlijnde coördinatietaak had willen opdragen dan had hij deze richtlijnen als eerste moeten ontvangen. Bewust of onbewust had men Dijckmeester en de OD, door het machtsspel in Londen, buiten spel gezet. De enige steun die Dijckmeester vanuit Londen had gekregen was van Van Houten, van de staf van het BI. Hij gaf Dijckmeester een overzicht van de politieke situatie in bezet Nederland, gebaseerd op een rapport van Le Poole en door radiotelegrafist Hooijer vanuit Amsterdam naar Londen geseind.

## Uitvoering van de opdracht
Tijdens de radiostilte had Dijckmeester niet stilgezeten. Hij had op 9 juni 1944 op het Hoofdkwartier van de OD in Amsterdam een ontmoeting gehad met Pieter Jacob Six, de chef staf van de OD. Six was niet ontevreden omdat men hem in Londen niet geheel was vergeten. Tussen Six en Dijckmeester ontstond vanaf september 1944 een samenwerking die vergelijkbaar was met de nauwe band die tussen Six en de agent Garrelt van Borssum Buisman was geweest. Hun goede samenwerking duurde tot aan de bevrijding van Nederland.

### De seinpost in de wolkenkrabber
Begin september 1944 kwam Dijckmeester in het bezit van een transformator voor zijn RT-set. Samen met Gerben Sonderman bracht hij op 10 september 1944 vanuit een leegstaand appartement, in de zogenaamde "Wolkenkrabber" in Amsterdam, een radio telefonie contact tot stand met de operator van het BI. De operator zat in een verkenningsvliegtuig van de RAF dat boven Amsterdam cirkelde. Vanuit de kamer in de torenflat aan het Victorieplein was het vliegtuig soms hoog in de lucht te zien.
Toen Dijckmeester hulp van een medewerker van de OD kreeg werd in het appartement een seinpost ingericht. Vanaf dat moment werden er veertien dagen lang vanuit de torenflat een grote hoeveelheid achterstallige berichten verzonden. De kwaliteit van het zendcontact was uitstekend. Tijdens elke uitzending betrok Gerben Sonderman met zijn uitkijkploeg de wacht op straat. Op 25 september 1944 werd de zender bijna uitgepeild. De Duitsers deden een huiszoeking in een aangrenzend appartement. Dijckmeester verplaatste zijn seinpost naar het centrum van Amsterdam, en daarna naar Amsterdam-Zuid, Aalsmeer, Purmerend en Monnickendam. Steeds zaten de Duitse peilwagens hem op de hielen. Tijdens zijn radiocontacten met het BI maakte Dijckmeester gebruik van codenamen Claude, Snuitkever, Columbia en Rogers. Tijdens zijn contacten in het veld gebruikte hij de schuilnaam C.G.van der Zande.

### De landing van André van Rijsewijk
In de nacht van 1 op 2 september 1944 landde de voor Dijckmeester bestemde radiotelefonist Adam Andreas Marie van Rijsewijk op een door Louis d'Aulnis (1918) aangegeven afwerpterrein tussen Meppel en De Wijk, waar hij werd opgevangen door een zogenaamd ontvangstcomité bestaande uit medewerkers van de Groep Packard die door d’Aulnis ter beschikking waren gesteld. Rijsewijk had zeven radiozendontvangers uit Londen meegekregen. Drie daarvan waren bestemd voor de uitbreiding van de Groep Packard. In de noordelijk provincies had d’Aulnis ten behoeve Packard een aantal lokale telegrafisten opgeleid. Twee radio zend ontvangers waren bestemd voor F. van Lokven en P. van Ingen. Beiden waren zeer actieve lokale radiotelegrafisten van de OD. Van Rijsewijk kreeg een seinadres in Amsterdam. De peilwagens zaten hem vanaf de eerste uitzending op de hielen, maar ze slaagden er nooit in om de zender uit te peilen.

### Het telefoonnet van de Provinciale Elektriciteitscentrales
Er bestond een onderling telefoonnet tussen de Provinciale Elektriciteitscentrales in bezet Nederland waarvan de illegaliteit frequent gebruik maakte. Door bemiddeling van de commandant van de Binnenlandse Strijdkrachten (BS) van Amsterdam, kapitein De Boer, kreeg Dijckmeester het voor elkaar dat een woonhuis in Amsterdam op het telefoonnet werd aangesloten. Vanaf dat moment kon vanaf die 'telefooncel' zonder al te veel risico rechtstreeks met het BI in Eindhoven worden gebeld. Niet veel later kwamen er directe verbindingen tot stand met de commandanten van de OD in Hilversum, Alkmaar en Haarlem. In Hilversum mocht de Radiodienst van de Raad van Verzet mee profiteren.

### Verbindingsmiddelen in overvloed
Met drie zendposten in vol bedrijf, Van Rijsewijk, Lokven en Van Ingen, een telefonische verbinding met het BI in Eindhoven en de RT-set van Dijckmeester waren er verbindingsmiddelen in overvloed. Mede door de inzet van Dijckmeester werd de coördinatie van het Nederlands verzet een feit. In de maanden oktober en november 1944 werden de OD, de RVV en de Landelijke Knokploegen (LKP) samengevoegd tot een nieuwe organisatie, de Binnenlandse Strijdkrachten (BS).
De telefoonverbinding Amsterdam-Eindhoven was in de laatste fase van de oorlog van grote betekenis voor de onderhandelingen tussen Arthur Seyss-Inquart (1892-1946) en de Nederlandse Illegaliteit. Er werd een staakt-het-vuren overeengekomen, zodat de voedseldroppings voor de hongerende bevolking ongestoord konden plaatsvinden.
Dijckmeester vierde bevrijdingsdag op 5 mei 1945 op een speciale manier. Gerben Sonderman had de hele oorlog door een tweepersoons sportvliegtuigje in onderdelen op diverse plaatsen in Amsterdam-Noord bij de Fokkerfabrieken verborgen gehouden. In april 1945 knutselde hij de machine in elkaar. Hij 'organiseerde' bij de Duitsers brandstof en gebruikte een verlaten autoweg naar Alkmaar als startbaan. Kort daarna cirkelde het spotvliegtuig boven een uitgelaten menigte in Amsterdam. Sonderman en Dijckmeester wuifden vanuit het vliegtuig naar de uitbundige mensen. Na enige tijd haperde er een motor. Sonderman moest zijn vlucht afbreken. Hij landde met zijn machine op een daarvoor geschikte plaats in de Haarlemmermeer. De noodlanding verliep zonder brokken en het vliegtuigje werd daarna voor de eerste naoorlogse luchtverbinding tussen Amsterdam en Eindhoven gebruikt.

## Na de Tweede Wereldoorlog
Na de Tweede Wereldoorlog was Dijckmeester namens de Christelijk-Historische Unie (CHU) burgemeester van Zierikzee (1956-1965), Haarlemmermeer (1965-1972) en Apeldoorn (1972-1981). Ook was hij erevoorzitter van het Genootschap Engelandvaarders en oud-administrateur van het Kabinet der Koningin.

## Onderscheidingen
- Bronzen Leeuw, KB nr. 8 van 30 augustus 1948.
- Military Cross (VK), uitgereikt te Den Haag op 8 juli 1948.

Zijn uitspraak: "Het enige kruis dat ik ècht verdiend heb is het Kruis van de Elfstedentocht" (6 februari 1941)."